# Fretilin
El Front Revolucionari de Timor Oriental Independent (FRETILIN, del portuguès Frente Revolucionária de Timor-Leste Independente) va ser un moviment de resistència que va lluitar per la independència de Timor Oriental, primer de Portugal i després d'Indonèsia, entre 1974 i 1998. Era originalment l'Associació Social Democràtica Timorenca (en portuguès Associaço Social Democràtica Timorense).
Després que Timor Oriental aconseguís la seva independència d'Indonèsia, el FRETILIN es va convertir en un dels molts partits que competeixen pel poder en un sistema multipartidista. El malestar intern posterior i la por als comunistes del Fretilin van portar a la invasió indonèsia de Timor Oriental, que es va oposar al concepte d'un Timor Oriental independent, provocant durant tres dècades la mort d'entre 100.000 i 180.000 soldats i civils van morir en combat o de fam. L'organització és membre observador de la Internacional Socialista. A pesar de la seva candidatura a les eleccions de 2001, les primeres de Timor Oriental des de la independència, el FRETILIN va obtenir només la majoria simple, aconseguint el 57% dels vots, amb altre nou partits i un candidat independent dividint-se els vots restants. Es va quedar amb 55 escons en una Assemblea de 88 escons, no podent aconseguir així la majoria absoluta de dos terços que esperava per a comandar l'elaboració d'una constitució nacional. El resultat reflecteix, segons alguns, una creixent disparitat entre la retòrica del FRETILIN d'alleujar les dificuldades i la pobresa que assola al país. Moltes persones pensen que el FRETILIN estava íntimament associat al govern provisional de les Nacions Unides que va fallar a aconseguir una millora significativa en la qualitat de vida dels timorencs.
El líder més destacat del FRETILIN és José Ramos-Horta, qui en desembre de 1996 compartí el Premi Nobel de la Pau amb el seu compatriota Carlos Filipe Ximenes Belo.